# (8724) Junkoehara
(8724) Junkoehara – planetoida należąca do wewnętrznej części pasa głównego asteroid okrążająca Słońce w ciągu 3 lat i 256 dni w średniej odległości 2,39 au. Została odkryta 17 września 1996 roku w obserwatorium w Kiyosato przez Satoru Ōtomo. Nazwa planetoidy pochodzi od Junko Ehary (ur. 1957), japońskiej wiolonczelistki. Nazwa została zaproponowana przez S. Horiuchi. Przed jej nadaniem planetoida nosiła oznaczenie tymczasowe (8724) 1996 SK8.